# Кампонг Спъ (провинция)
Кампонг Спъ (на кхмерски: កំពង់ស្ពឺ) е една от двайсетте провинции в Камбоджа. На североизток граничи с провинция Кампонг Чнанг, на северозапад с Поусат, на югоизток с Такео, на югозапад с Кампот, на запад с Кох Конг, а на изток с Кандал.

## Административно деление
Провинция Кампонг Спъ се състои от един самостоятелен град-административен център Кампонг Спъ и осем окръга:
- Баседх (05 – 01)
- Тбяр Мон (05 – 02)
- Конг Писей (05 – 03)
- Аорал (05 – 04)
- Одонг (05 – 05)
- Пном Сруот (05 – 06)
- Самраонг Тонг (05 – 07)
- Тхпонг (05 – 08)